# Trestonia forticornis
Trestonia forticornis là một loài bọ cánh cứng trong họ Cerambycidae.